# オーケイ!
「オーケイ!」は、1967年に発表されたデイヴ・ディー・グループの楽曲。

## カバー
- ザ・カーナビーツ（日本語詞: 1967年のシングル、後述 ）
- ザ・ワンダース（英語詞: 1968年のアルバム『ロック天国』に収録）
- ザ・タイガース（英語詞: 2006年のアルバム『40thメモリアルBEST+チャリティーショーLIVE』に収録、音源は1967年）

### ザ・カーナビーツのシングル
「オーケイ!」は1967年10月25日に発売されたザ・カーナビーツの楽曲である。
- 作詞は星加ルミ子、作曲はHoward Blaikleyによる。前作「恋をしようよジェニー」から僅か約1ヶ月後に発売された3枚目のシングルである。1967年に全英4位に入ったデイヴ・ディー・グループのナンバーを日本語でカバーしたものである。ハッピーソングに代表されるカーナビーツの定番曲である。
- B面は「クレイジー・ラブ」（星加ルミ子 作詞、ポール・アンカ 作曲）。ポール・アンカのヒット曲のカバーである。
- レコードジャケットにはメンバーの集合写真とともに「カーナビーツがデイヴ・ディー・グループと共に世界のヒット・パレードをかき回す話題のニュー・ヒット!」という紹介文が書かれている。

#### 収録曲
1. オーケイ! 
  - 作詞:星加ルミ子／作曲:Howard Blaikley
2. クレイジー・ラブ
  - 作詞:星加ルミ子／作曲:ポール・アンカ（Paul Anka）